# نیوتون استیوارت
نیوتون استیوارت (به انگلیسی: Newton Stewart) یک شهرک در اسکاتلند است که در دامفریس و گالووی واقع شده‌است. نیوتون استیوارت ۴٬۰۹۲ نفر جمعیت دارد.